# روزهای بی‌تقویم
روزهای بی‌تقویم فیلمی مستند به کارگردانی مهرداد اسکویی است که در سال ۱۳۸۵ شمسی ساخته شد. جایزهٔ بهترین فیلم مستندِ نیمه‌بلند از جشنوارهٔ هات‌داکز، جایزهٔ ویژهٔ هیئت داوران سومین جشنوارهٔ اوکراین، جایزهٔ بهترین فیلم مستند جشنوارهٔ سه قارهٔ هندو دیپلم افتخار بهترین کارگردانی از جشنوارهٔ فیلم فجر در کارنامهٔ روزهای بی تقویم دیده می‌شود. این فیلم همچنین جایزهٔ بهترین فیلم در بخش مبارزه با مواد مخدر و دیپلم بهترین صدابرداری از جشنوارهٔ بین‌المللی سینما حقیقت را از آن خود کرده‌است.

## خلاصهٔ فیلم
روزهای بی‌تقویم گزارشی اجتماعی از کانون اصلاح و تربیت است. این فیلم دربارهٔ نوجوانان پسر زیر ۱۸ سالی است که همه در یک آسایشگاه با هم هستند و به جرم‌های مختلف باید دوران اصلاح و بازتوانی را بگذرانند. پیش از به تصویر کشیدن زندگی دسته جمعی بچه‌های کانون، تمرکز بر سه نفر از آن‌ها بیشتر است. وحید، سجادو علیرضا.
این فیلم اولین قسمت از مستندهای سه‌گانه مهرداد اسکویی است. قسمت دوم «آخرین روزهای زمستان» و قسمت سوم «رؤیاهای دم صبح» نام دارند.

## جشنواره‌ها
- دهمین جشنواره بین‌المللی «Wath Dos» ورشو، لهستان، ۲۰۰۷[نیازمند منبع]
- نهمین جشنواره بین‌المللی فیلم مستند تسالونیکی، یونان، ۲۰۰۷[۳]
- سومین جشنواره بین الملی کنتاکت، اکراین، ۲۰۰۷[۴]
- دومین جشنواره فیلم ایرانیان، اوترخت، هلند، ۲۰۰۷[۴]
- جشنواره هنر معاصر ایران شارجه، امارات، ۲۰۰۷[۳]
- جشنواره بین‌المللی فیلم مستند «Doc Lisbo» لیبسون، پرتغال، ۲۰۰۷[۵]
- جشنواره رباط، مراکش، ۲۰۰۷[۶]
- جشنواره بین‌المللی ملودیست، اکراین، ۲۰۰۷[۷]
- جشنواره بین‌المللی فیلم مستند ویزویون دورئل، سوئیس، ۲۰۰۷[۳]
- جشنواره بین‌المللی فیلم‌های مستند و انیمیشن لاپزیک، آلمان، ۲۰۰۷[۸]
- جشنواره حقوق بشر سه قاره دهلی نو، هندوستان، ۲۰۰۸[نیازمند منبع]
- جشنواره بین‌المللی «Hot Docs»، تورنتو، کانادا، ۲۰۰۸[۹]
- جشنواره مد فیلم ایتالیا، رم، ۲۰۰۸[۱۰]
- جشنواره بین‌المللی فیلم مستندآپولو، لهستان، ۲۰۰۸[۴]
- جشنواره بین‌المللی «Black Movie» ژنو، سوئیس، ۲۰۰۸[۱۱]
- جشنواره بین‌المللی فیلم‌های مستند لسکانترز، مونترال، کانادا، ۲۰۰۷[۱۲]
- سومین جشنواره فیلم پلیس، تهران، ۱۳۸۷[۱۳]
- بیست و پنجمین جشنواره فیلم فجر بخش «چشم واقعیت» تهران، ایران، ۱۳۸۷

## جوایز
این فیلم جوایزی متعددی را به‌دست آورده‌است. از جمله:
- جایزه ویژه هیئت داوران از ششمین جشنواره بین‌المللی فیلم مستند Planet Doc، ورشو، لهستان، ۲۰۰۹[۱۵]
- جایزه ویژه هیئت داوران از جشنواره بین‌المللی Med Film ایتالیا، رم، ایتالیا، ۲۰۰۸[۱۶]
- کاندیدای بهترین فیلم مستند در بخش Jhon Grierson Award از جشنواره بین‌المللی فیلم مستند SHEFFIELD، انگلستان، ۲۰۰۸[۱۷]
- جایزه بهترین فیلم مستند میان مدت از جشنواره بین‌المللی فیلم مستند HOT Docs، تورنتو، کانادا، ۲۰۰۸[۱۸]
- جایزه دوم بهترین فیلم مستند از جشنواره بین‌المللی فیلم TRI-CONTINENTAL، دهلی نو، هند، ۲۰۰۸[۱۶]
- کاندیدای بهترین فیلم مستند میان مدت از هفتمین جشنواره بین‌المللی فیلم مستند WATCH Docs، ورشو، لهستان، ۲۰۰۷
- جایزه ویژه هیئت داوران از سومین جشنواره بین‌المللی فیلم مستند کنتاکت اکراین، کیف، اکراین، ۲۰۰۷[۱۶]
- جایزه بهترین فیلم مستند(GOLDENFIFOG)از هفدهمین جشنوارهٔ بین‌المللی فیلم‌های شرقی، ژنو، سوئیس، ۲۰۱۲[۱۶]
- جایزه بهترین فیلم مستند در بخش داوری جوان از دوازدهمین جشنواره فیلم مستند(Escales) لاروشل، فرانسه، ۲۰۱۲[۱۶]
- جایزه ویژه هیئت داوران از بیست و یکمین جشنواره بین‌المللی فیلم (Traces devies)کلرمونت فران، فرانسه، ۲۰۱۲[۱۶]
- جایزهٔ بهترین فیلم در بخش مبارزه با مواد مخدر و دیپلم بهترین صدابرداری از جشنوارهٔ بین‌المللی سینما حقیقت، ایران، ۱۳۸۶[۱۹]
- جایزه بهترین فیلم بخش مستند برای تهیه‌کنندگی از سومین جشنواره فیلم پلیس، تهران، ایران، ۱۳۸۷[۱۳]
- دیپلم افتخار بهترین کارگردانی بخش «چشم واقعیت» از بیست و پنجمین جشنوارهٔ فیلم فجر، تهران، ایران، ۱۳۸۷
- دریافت لوح افتخار از ستاد مبارزه با مواد مخدر ازاولین جشنوارهٔ بین‌المللی فیلم مستند، تهران، ایران، ۱۳۸۶[۲۰]
- دیپلم افتخار بهترین فیلم مستند از سی و سومین جشنوارهٔ فیلم فجر، تهران، ایران، ۱۳۸۵[۲۱]

## نقد و نظر
- مهرداد اسکویی را مستندسازی مسلط بر زبان دوربین و امکانات قلمرو خود، می‌دانند؛ فیلم‌سازی که هم می‌تواند به یک «فرد» بپردازد و از رنج تنهایی، مصیبت‌های زندگی، پراکندگی وظایف روزانه، ضعف و ناتوانی جسمی، قدرت اراده، عاطفه و مهربانی او بگوید. «خانه مادری من مرداب» و هم می‌تواند با نگاه همدردانه و موشکافانه به جستجوی بیدادگری برخاسته از کمبودهای فرهنگی و آسیب‌های غم‌انگیزی که بر یک طبقه یا یک جنس، در نقطه‌ای دورافتاده از وطن می‌رود، بگوید «از پس برقع». به اعتقاد برخی اسکویی هم جامعه‌شناس بود و هم دردشناس و حالا بر این ابعاد ظرفیت‌های گسترده اسکویی باید روان‌شناسی راهم افزود. مستند ضمن برخوداری از هر یک از این نقش‌ها، چارچوب استاتیک خود را فراموش نکند، برحسب مقدار و میزان هر نقش در ترکیب - به خاطر ایجاد پیکره اصلی- اهمیت و ماندگاری پیدا می‌کند.[۲۲]
- اسکویی در این فیلم سعی می‌کند تا خود را آرام آرام به نوجوانان این مرکز نزدیک کرده و بعد به درون آن‌ها نفوذ کند. روزهای بی تقویم با ارائه یک فضای عمومی از محل زندگی این نوجوانان آغاز می‌شود. اسکویی دوربین خود را به شکلی گزارشی در اختیار فضایی قرار داده تا بتواند واکنش‌های طبیعی این نوجوانان را ضبط کند. تلویزیون داخل آسایشگاه مشغول نمایش مسابقه فوتبال است. دوربین به چهره تک تک نوجوانانی که قرار است در ادامه فیلم نقش پررنگ تری داشته باشد نزدیک می‌شود و عکس‌العمل آنان را ضبط می‌کند.

اسکویی با تکیه بر ابعاد روانشناسی نشان داده که شخصیت‌های فیلمش در کنش‌ها و واکنش‌هایی احساسی و نه از روی عمد دست به بزه می‌زنند. این رفتارها را می‌توان کنترل کرد. اگر در جامعه بستری همگن برای آن‌ها متناسب با طبقه اجتماعی آن‌ها تدارک دیده شود، عقده‌های درونی آن‌ها دسته دسته فروکش کرده و زمینه‌های بزه در جامعه رو به کاهش می‌گذارد.
- مستندهای مهرداد اسکویی کشف مجدد تاریخ بصری ایران

نگاه مگان بنتل بر فیلم روزهای بی تقویم به نقل از روزنامه مستقل دانشجویی ویلیامز ریکورد ایالات متحده، مترجم: محمد تهامی نژاد
"روزهای بی تقویم (همیشه برای آزادی دیراست) مستندی حدودأ یک ساعته است که به زندگی نوجوانان ساکن در کانون اصلاح و تربیت تهران می‌پردازد. هنگامی که اسکویی، از زندگی خانوادگیشان می‌پرسد، معلوم می‌شود بچه‌ها بخاطر این‌که ممکن است کتک بخورند از رفتن به نزد خانواده خود در هراس اند. ویلیام یانگ، نویسنده نیویورک تایمز در ماه مه امسال در توصیف خصوصیات اسکویی نوشت: " مهارت و تخصص او به چنگ آوردن صحنه‌هایی عمیقآ شخصی است. گویی نه او و نه دوربین اش هیچ‌یک در اتاق حضور ندارند ". حتی بدون نگاه تخصصی هم آشکار است که فیلم‌های اسکویی، از نگاهی همدلانه به افراد مورد مطالعه خود برخوردار است. من شانس تماشای سایر آثار اسکویی را نداشتم ولی تجربه دیدار من از همین فیلم روزهای بی تقویم نشان می‌دهد آن‌ها نیز با حساسیتی آموزنده به مباحث جامعه ایرانی می‌پردازند که اسکویی در این مورد مهارت کامل دارد. کسانی که شاهد سخن رانی و فیلم‌های او بوده‌اند از مواجهه با یک هنر پرقدرت اجتماعی که از نظر زمان و موضوع مورد مطالعه‌اش انقلابی است خشنودند"